# Мавзолей Уч-Авлиё
Уч-Овлия — исторический памятник в Хиве, мавзолей, расположенный рядом с западными стенами Таш-Хаули. Сооружен в память о трёх святых. Громадный зал мавзолея покрыт куполом с ячеечным сводом. В мавзолее много захоронений. Самая ранняя дата — 1561 год, это можно увидеть на панели резной двери. Имя мастера также написано на резной входной двери — Абдулла Ибн Саид. Судя по надписям, мавзолей был отреставрирован в 1821—1822 гг. В начале 1980-х входной портал был поврежден сильным дождём, кроме этого, были сильно испорчены колоны айвана мечети. После реставрации и реконструкции прилежащей территории, мавзолей стал часто посещаемым местом.